# 钱德勒福特枪击案

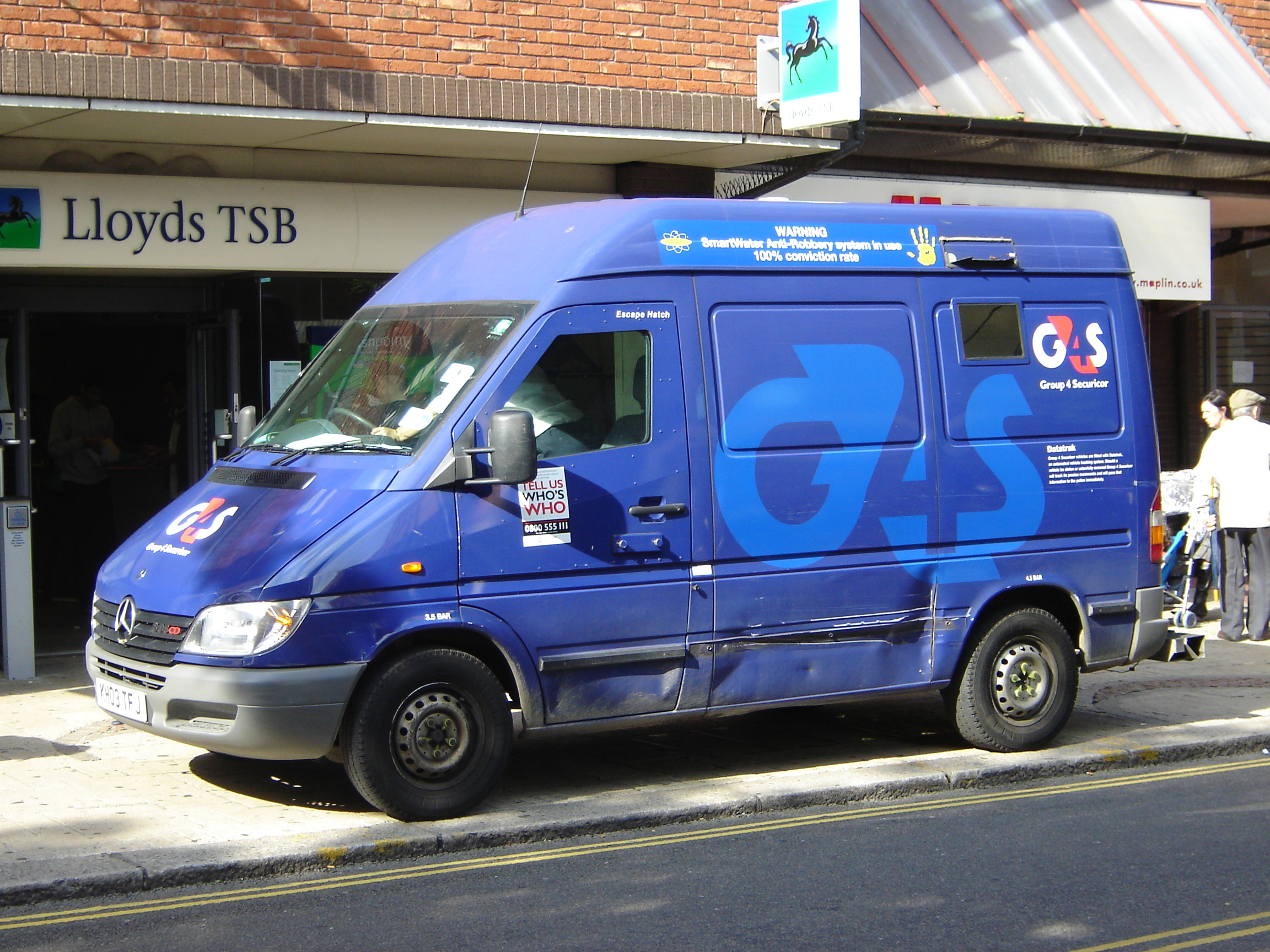
劫案中的G4S现金运输车与上图（摄于2008年）类似

钱德勒福特枪击案是2007年9月13日南英格兰南安普敦附近小镇钱德勒福特发生的抢劫未遂案，警方行动代号赫洛克行动，倫敦警察廳警员枪杀持枪抢劫现金运输车的两名男子。伦敦警察厅机动警察队一直在追查南伦敦武装劫匪团伙，估计这帮人已18次抢劫保安车，抢走50万英镑。机动警察队从线报得知该团伙已选中钱德勒福特的滙豐分行，决定守株待兔，当场抓获抢劫嫌犯。
武装警察9月13日清晨抵达钱德勒福特，藏身银行附近的公共厕所，附近高楼有狙击手支援。上午十点零五分，戴面罩的马克·努内斯在G4S现金运输车抵达后不久靠近警卫，用枪口要胁对方交出钱箱。狙击手开火击中努内斯胸口，警方从藏身处出动，劫匪安德鲁·马克兰跑过去捡起努内斯的枪，但被狙击手命中两枪。警方救助未果，马克兰当场丧命，空运到医院抢救的努内斯也在当天死亡。
其他劫匪团伙受审期间，检方向陪审团展示案发地点的警方监控录像，其中包括死者中枪瞬间。英国独立监察警方处理投诉委员会经调查认为警方行事妥善，只是行动策划尚具缺陷。2011年的死因研讯裁定警方属自衛殺人，独立监察警方处理投诉委员会发布全面报告，建议今后类似行动增加与案件调查独立的火器指挥官负责，伦敦警察厅接受建议。

## 背景
除经特别挑选和训练的人员外，英国绝大多数警察日常工作不能带枪，武警须获上级授权方可带枪参与行动。开枪警察必须提供合理解释，证明开枪是自卫或保护他人的“合理武力”。警察根据情况决定是否开枪，但必须对此负法律责任。如果调查判定不应开枪，警员将面临刑事指控且已有多次谋杀控罪先例。:4–7:2–4

## 序幕
2007年，倫敦警察廳专门调查武装抢劫案的机动警察队正追查犯罪团伙，该团伙以马克·努内斯、安德鲁·马克兰为首，大部分成员是南伦敦职业罪犯。努内斯因抢劫入狱多年，2005年获释。该团伙在2007年9月前一年半以伦敦周围各郡小城镇、村庄，乃至更加偏远地区的银行为目标，预计警方反应速度和力度都远不及伦敦，距伦敦超160公里的布里斯托尔都有银行沦为目标:219。该团伙至少犯下18起抢劫案，他们携带枪击、暴力殴打胆敢反抗的警卫，共抢走约50万英镑。
机动警察队收到线报，该团伙企图抢劫向漢普郡钱德勒福特滙豐分行运送现金的G4S运输车。努内斯等人以往抢劫时曾用手枪向银行雇员和公众开火，手头还有穿甲弹，警方认定如果安保人员不配合，劫匪会向运输车开枪。机动警察队决定出动伦敦警察厅特種槍械司令部武警，武警隐蔽在银行附近守株待兔，当场抓获抢劫嫌犯。其他警察在附近建筑观察，狙击手掩护靠近现场的警察，在警员赶到前保护警卫生命安全。:219当地警方汉普郡警队同意行动由伦敦警察厅指挥，代号“赫洛克行动”:184。

## 劫案
|  |

2007年9月13日凌晨，机动警察队与特种枪械司令部人员在东伦敦莱曼街警局听取简报后赶赴钱德勒福特，四点左右抵达。武警在距银行约50米的公共厕所就位，狙击手在俯瞰银行的有利位置提供掩护，并用无线电向藏身厕所的警察通报进展。监视抢劫团伙的警察早上六点左右汇报，众多劫匪乘偷来的车赶往钱德勒福特。:219
上午九点一刻左右，警方在银行附近车站发现马克兰。其他劫匪不久在附近现身，有些坐在偷来的车里反复经过银行。努内斯十点前不久开着另一辆偷来的车前来并停在银行对门，G4S现金运输车几分钟后抵达，车上警卫把钱箱扛进银行。内努斯十点零五分走上前用枪指住警卫胸口，警卫站住后警方狙击手开枪，胸部中枪的内努斯倒在警卫脚下。藏在厕所的武警跑向银行，马克兰此时跑到内努斯的位置拣枪，但起身时被另一狙击手打中。同样胸部中枪的马克兰倒下后还在挣扎，狙击手再度开火。:220:189
跑到车前的警察急救未果，马克兰当场死亡，经直升机送南安普敦总医院抢救的内努斯也在当天去世。警卫的手被子弹擦伤，其他劫匪乘偷来的车逃离现场。:220:189:199

## 余波

警察监控录像截图，显示戴面罩的内努斯用枪对准警卫，其他劫匪受审、以及内努斯与马克兰的死因研讯时，陪审团都能看到这段录像

伦敦警察厅此后几天在伦敦各地武装突袭，抓获七名劫匪团伙。他们被控为钱德勒福特劫案及另外17起抢劫案同谋，法庭2008年8月裁定所有人罪名成立，判决五到十七年有期徒刑。:220检方庭审时向陪审团展示警方在狙击手位置拍摄的监控录像，录有劫案全过程，包括内努斯与马克兰中枪的画面。录像截图后向媒体公布。录像画面可见戴面罩的男子（内努斯）用枪对准警卫上前，警察用无线电呼叫：“抢劫，抢劫。开枪，开枪，快开枪！枪口已经对准他（指警卫）的脑袋”，然后马上响起枪声。:190
现场只有警方开枪，英国独立监察警方处理投诉委员会开展调查:221，2008年10月公布的初步报告认为“行动实施方面尚具不足”，但警方枪手行事得当，符合国家武警行为准则:185, 190。
死因研讯2011年在温彻斯特启动，陪审团同样看到劫案过程的警方监控录像。包括两名开枪狙击手在内的涉案警察出庭作证，独立监察警方处理投诉委员会与目击证人提供证据或证词。第一个开枪的狙击手自称当时内努斯对警卫和公众安全威胁很大，为防误伤警卫他等内努斯走动后才开枪。死因裁判官指示陪审团要么裁定死因存疑，要么裁定自衛殺人，陪审团选择后一种。裁判官指出，警方开枪前有很多机会逮捕内努斯与马克兰，但因担心证据不足未予行动。死者家属对裁判官的指示颇感失望，他们本希望陪审团行使叙述裁决，以求确定警方行动是否有任何不当，导致或在最低限制上促使两人死亡。伦敦警察厅发表声明：“当时情况清楚表明，为保护公众免遭武装犯罪分子侵害，警察必须排除万难瞬间决定”，承诺仔细审视死因研讯和独立监察警方处理投诉委员会的判断。
独立监察警方处理投诉委员会在死因研讯后发布全面报告，建议今后类似行动增加与案件调查独立的火器指挥官负责，平衡收集证据和维护公共安全所需。委员会的声明表示，如果伦敦警察厅当时就采用上述做法，结果可能截然不同。伦敦警察厅在上述报告发布前便遵照建议施行。:221
据专门研究武警事务的英国犯罪学家彼得·斯奎尔斯与彼得·肯尼森记载，公众普遍认可警方开枪。两人指出，警方这次当场打死的只有武装抢劫犯，算是“杀对人”，这与其他案例截然不同。但考虑到警方原定目标包括“逮捕”嫌犯，此次行动只能算合格，警卫在当时情况下很可能受重伤。两人认为，枪击案结果表明警方行动计划尚有缺陷，但两名劫案死亡，同谋判以重刑都明确表明警方处理武装犯罪的态度。:185